# Ferdinand Kinsky von Wchinitz und Tettau
Ferdinand, V principe Kinsky von Wchinitz und Tettau (de: Ferdinand Johann Nepomuk, 5. Fürst Kinsky von Wchinitz und Tettau; Vienna, 5 dicembre 1781 – Veltrusy, 3 novembre 1812), fu il V Principe Kinsky von Wchinitz und Tettau.

## Biografia

### Infanzia
Ferdinand nacque a Vienna come maggiore dei figli maschi di Joseph, IV Principe Kinsky von Wchinitz und Tettau (1751–1798) e della Contessa Rosa von Harrach zu Rohrau und Thannhausen (1758–1814). Divento Principe alla morte di suo padre nel 1798. Nel 1809 diventò uno dei più importanti mecenati di Ludwig van Beethoven.

### Matrimonio e figli
Ferdinand sposò l'8 giugno 1801 a Praga la Baronessa Maria Charlotte von Kerpen (1782–1841), seconda delle tre figlie del Barone Franz Georg von Kerpen, e di sua moglie, la Baronessa Maria Antonia von Hornstein-Göffingen.
Ebbero due figli:
- Rudolf, VI Principe Kinsky von Wchinitz und Tettau (30 marzo 1802 – 27 gennaio 1836), sposò nel 1825 la Contessa Wilhelmine von Colloredo-Mansfeld; ebbe figli.
- Conte Joseph Sidonius Kinsky von Wchinitz und Tettau (25 ottobre 1806 – 17 luglio 1862), sposò nel 1828 la Contessa Marie Czernin von Chudenitz; ebbe figli, sua figlia Wilhelmine fu la madre di Sophie, duchessa di Hohenberg moglie morganatica dell'Arciduca Francesco Ferdinando d'Austria.

## Ascendenza
|                                                               |                                                           |                                                              | Genitori                                                      |  |  | Nonni |  |  | Bisnonni                              |  |  | Trisnonni                                         |  |
|                                                               |                                                           |                                                              |                                                               |  |  |       |  |  | Philip Kinsky von Wchinitz und Tettau |  |  | Wenceslaus Norbert Kinsky von Wchinitz und Tettau |  |
|                                                               |                                                           |                                                              |                                                               |  |  |       |  |  | Philip Kinsky von Wchinitz und Tettau |  |  | Wenceslaus Norbert Kinsky von Wchinitz und Tettau |  |
|                                                               |                                                           | Anna Theresia von Nesselrode                                 |                                                               |  |  |       |  |  | Philip Kinsky von Wchinitz und Tettau |  |  |                                                   |  |
| Franz de Paula Ulrich Kinsky von Wchinitz und Tettau          |                                                           |                                                              |                                                               |  |  |       |  |  | Philip Kinsky von Wchinitz und Tettau |  |  |                                                   |  |
|                                                               |                                                           | Marie Karolina Borita von Martinic                           | Jiri Adam Ignác Borita von Martinic                           |  |  |       |  |  |                                       |  |  |                                                   |  |
|                                                               |                                                           | Marie Karolina Borita von Martinic                           | Jiri Adam Ignác Borita von Martinic                           |  |  |       |  |  |                                       |  |  |                                                   |  |
|                                                               |                                                           | Marie Karolina Borita von Martinic                           | Josepha von Sternberka                                        |  |  |       |  |  |                                       |  |  |                                                   |  |
| Joseph Kinsky von Wchinitz und Tettau                         |                                                           | Marie Karolina Borita von Martinic                           |                                                               |  |  |       |  |  |                                       |  |  |                                                   |  |
|                                                               |                                                           | Ermanno Federico di Hohenzollern-Hechingen                   | Filippo di Hohenzollern-Hechingen                             |  |  |       |  |  |                                       |  |  |                                                   |  |
|                                                               |                                                           | Ermanno Federico di Hohenzollern-Hechingen                   | Filippo di Hohenzollern-Hechingen                             |  |  |       |  |  |                                       |  |  |                                                   |  |
|                                                               |                                                           | Ermanno Federico di Hohenzollern-Hechingen                   | Maria Elisabetta di Berg ’s-Heerenberg                        |  |  |       |  |  |                                       |  |  |                                                   |  |
| Maria Sidonia Teresa di Hohenzollern-Hechingen                |                                                           | Ermanno Federico di Hohenzollern-Hechingen                   |                                                               |  |  |       |  |  |                                       |  |  |                                                   |  |
|                                                               |                                                           | Giuseppa di Oettingen-Spielberg                              | Francesco Alberto di Oettingen-Spielberg                      |  |  |       |  |  |                                       |  |  |                                                   |  |
|                                                               |                                                           | Giuseppa di Oettingen-Spielberg                              | Francesco Alberto di Oettingen-Spielberg                      |  |  |       |  |  |                                       |  |  |                                                   |  |
|                                                               |                                                           | Giuseppa di Oettingen-Spielberg                              | Johanna Margarethe von Schwendi zu Hohenlandsberg und Camberg |  |  |       |  |  |                                       |  |  |                                                   |  |
| Ferdinand Kinsky von Wchinitz und Tettau                      |                                                           | Giuseppa di Oettingen-Spielberg                              |                                                               |  |  |       |  |  |                                       |  |  |                                                   |  |
|                                                               | Aloys Thomas Raimund von Harrach zu Rohrau und Thannausen | Ferdinand Bonaventura I von Harrach zu Rohrau und Thannausen |                                                               |  |  |       |  |  |                                       |  |  |                                                   |  |
|                                                               | Aloys Thomas Raimund von Harrach zu Rohrau und Thannausen | Ferdinand Bonaventura I von Harrach zu Rohrau und Thannausen |                                                               |  |  |       |  |  |                                       |  |  |                                                   |  |
|                                                               | Aloys Thomas Raimund von Harrach zu Rohrau und Thannausen | Johanna Theresia von Lamberg                                 |                                                               |  |  |       |  |  |                                       |  |  |                                                   |  |
| Ferdinand Bonaventura II von Harrach zu Rohrau und Thannausen | Aloys Thomas Raimund von Harrach zu Rohrau und Thannausen |                                                              |                                                               |  |  |       |  |  |                                       |  |  |                                                   |  |
|                                                               |                                                           | Anna Cäcilia von Thannhausen                                 | Johann Joseph Ignaz von Thannhausen                           |  |  |       |  |  |                                       |  |  |                                                   |  |
|                                                               |                                                           | Anna Cäcilia von Thannhausen                                 | Johann Joseph Ignaz von Thannhausen                           |  |  |       |  |  |                                       |  |  |                                                   |  |
|                                                               |                                                           | Anna Cäcilia von Thannhausen                                 | Anna Eleonore Truchsess von Wetzhausen                        |  |  |       |  |  |                                       |  |  |                                                   |  |
| Rosa von Harrach zu Rohrau und Thannhausen                    |                                                           | Anna Cäcilia von Thannhausen                                 |                                                               |  |  |       |  |  |                                       |  |  |                                                   |  |
|                                                               |                                                           | Friedrich August von Harrach zu Rohrau und Thannausen        | Aloys Thomas Raimund von Harrach zu Rohrau und Thannausen     |  |  |       |  |  |                                       |  |  |                                                   |  |
|                                                               |                                                           | Friedrich August von Harrach zu Rohrau und Thannausen        | Aloys Thomas Raimund von Harrach zu Rohrau und Thannausen     |  |  |       |  |  |                                       |  |  |                                                   |  |
|                                                               |                                                           | Friedrich August von Harrach zu Rohrau und Thannausen        | Anna Cäcilia von Thannhausen                                  |  |  |       |  |  |                                       |  |  |                                                   |  |
| Maria Rosa von Harrach zu Rohrau und Thannausen               |                                                           | Friedrich August von Harrach zu Rohrau und Thannausen        |                                                               |  |  |       |  |  |                                       |  |  |                                                   |  |
|                                                               |                                                           | Maria Eleonora del Liechtenstein                             | Antonio Floriano del Liechtenstein                            |  |  |       |  |  |                                       |  |  |                                                   |  |
|                                                               |                                                           | Maria Eleonora del Liechtenstein                             | Antonio Floriano del Liechtenstein                            |  |  |       |  |  |                                       |  |  |                                                   |  |
|                                                               |                                                           | Maria Eleonora del Liechtenstein                             | Eleonore Barbara von Thun und Hohenstein                      |  |  |       |  |  |                                       |  |  |                                                   |  |
|                                                               |                                                           | Maria Eleonora del Liechtenstein                             |                                                               |  |  |       |  |  |                                       |  |  |                                                   |  |